# Pensilvanijski jasen
Pensilvanijski jasen (lat. Fraxinus pennsylvanica), vrsta američkog stabla iz porodice maslinovki (Oleaceae). Domovina mu je istočni dio Sjedinjenih Država, odakle je u Europu unešen u 19. stoljeću.
Drvo naraste do 25 metara visine, deblo je promjera do 50 cm, kora plitko izbrazdana, korijenski sustav plitak, listovi dugi do 30 cm, ovalno lancetasti, cvjetovi skupljeni u metličaste cvatove. plod je svijetlosmeđa perutka.
Pensilvanijski jasen voli vlažna staništa, pa je čest u močvarama i na obalama rijeka. U Hrvatsku je uvezen kao ukrasna biljka.
- Mlada samonikla biljčica najvjerojatnije pensilvanijskog jasena, kako ju je identificirao prof. Antun Alegro
- F. pennsylvanica